# Paleaepappus
Paleaepappus là một chi thực vật có hoa trong họ Cúc (Asteraceae).

## Loài
Chi Paleaepappus gồm các loài: